# Eugeniu Gh. Proca
Eugeniu Gh. Proca, né le 12 janvier 1927 à Godeni et mort en 2004 à Bucarest, est un médecin et homme politique roumain. Membre du Parti communiste roumain, il est ministre de la Santé de 1978 à 1985.